# Pannychia moseleyi
Pannychia moseleyi es un pepino de mar de la familia Laetmogonidae. Fue descrito por primera vez por Johan Hjalmar Théel en 1882.  Puede tener hasta 200 mm de largo y 40 mm de ancho.  Ocurre en la zona bentónica a profundidades superiores a los 400 m. 

## Bioluminiscencia
Pannychia moseleyi produce bioluminiscencia en forma de ondas de luz azul y verde que viajan a lo largo de su cuerpo.  